# Le Diable en tête
Le Diable en tête est un roman de Bernard-Henri Lévy publié le 19 septembre 1984 aux éditions Grasset. Il reçoit la même année le prix Médicis.

## Un roman français
« Paraphrasant Clausewitz, qui affirme que la guerre est la politique continuée par d’autres moyens, Bernard-Henri Lévy ne cherche pas à dissimuler que son roman est la continuation par d’autres moyens de ses livres précédents et, plus précisément, de L'Idéologie française », note Arnaud Spire. » S’il s’inscrit dans l’histoire de la France depuis le début de la seconde guerre mondiale, Le Diable en tête s’inscrit tout autant dans la tradition du roman français, celle qui se rattache en particulier à Benjamin Constant, lequel donne son prénom et la première lettre de son nom au héros du livre. Le personnage principal s'inspire de Michel Butel.

## Résumé
Benjamin C. naît en 1942. Le journal de Mathilde, sa mère, s’ouvre sur le récit de son accouchement. Édouard, son père, trafique avec les Allemands. Il s’engage bientôt dans la Waffen-SS et disparaît en direction du front russe en 1944.
Jean, l’ami d’Edouard, a choisi le parti de la Résistance. Parce que la Libération est là, Mathilde pressent que son cas est douteux. Pour se blanchir, elle s’offre à Jean. C’est le début d’un grand amour, mais l’ombre d’Edouard reparaît subrepticement. Il appelle sa femme au secours. Elle conseille à Edouard de rentrer en France. Jean, chargé de hautes fonctions désormais, le protégera.
Edouard y croit et revient. Il est emprisonné, jugé et condamné à mort. Son recours en grâce est rejeté malgré les prétendus efforts de Jean. Il est fusillé.
Édouard a été gommé de l’histoire. Ni son nom, ni son souvenir ne sont jamais évoqués. Une manière d’innocence pour l’enfant Benjamin qui peut fantasmer et se fabriquer un père sur mesure, un super Papa super Héros de la Résistance.
Autour de l’enfant, pourtant, le cadavre du père travaille implacablement les têtes. Benjamin n’est pas totalement dupe. Il flaire l’énigme sous le silence têtu. Et un jour, lassé d’attendre des confidences qui ne viennent pas, l’enfant perce l’abcès en dérobant le journal de sa mère.
Benjamin sait. Cependant, il feint l’indifférence. Deux ans plus tard, sa mère meurt d’un cancer, le laissant seul avec son beau-père.
Rupture. Nouveau document. Nouvelle vision. C’est maintenant Jean, le beau-père, qui répond aux questions de Bernard-Henri Lévy. 
« Benjamin ? Un délinquant, un criminel en puissance, un militant d’extrême-gauche qui ne dédaigne pas pour autant le luxe et les femmes, un Don Juan qui lance ses défis au nom de la Révolution algérienne. »  Toutefois, à travers ce portrait, apparaît en filigrane un autre Benjamin : un homme qui se forme et qui en même temps se cloisonne, en se distribuant en plusieurs personnalités, comme s’il opposait à chaque agression que le réel lui inflige un visage particulier.
Désormais nous sommes confrontés à la version de Marie, une jeune juive provinciale « montée » à Paris pour ses études, une naïve qui tombe éperdue de Benjamin, et rapporte dans des lettres à sa sœur jumelle le cheminement de leur liaison. C’est la fin des années 60. Benjamin participe à la révolution soixante-huitarde. Mais, si les idéaux fleurissent, ils ne s’évanouissent pas moins. Désillusion, désespoir. Cependant la machine est lancée. Benjamin quitte Paris. Officiellement à la recherche de la sagesse, en réalité il fait ses classes de terroriste. On doit l’information à un certain Alain Paradis, un avocat parisien, ami intime du héros.
Nouveau témoignage, nouvelle vision de Benjamin, en fedayin à Beyrouth, puis en deuxième classe des Brigades rouges à Rome. Paradis est partagé entre la commisération et le mépris. Son protégé ressemble à une pâte molle, minable, prisonnier d’un système qui le dépasse, n’imaginant rien de mieux que l’assassinat de Jean, son beau-père, pour haut fait d’armes révolutionnaire. Un meurtre libérateur, qu’il ne parviendra pas à perpétrer : il flanche au moment d’appuyer sur la gâchette. Mais l’affaire compte malgré tout un cadavre : celui d’un policier.
Benjamin est traqué. L’auteur le retrouve à Jérusalem. Il recueille sa confession écrite : son prélude au suicide. Ce que nous avons appris sur lui n’était qu’un énorme mensonge, alimenté par chacun des témoins. La vérité, Benjamin l’apprendra au lecteur : c'est la recherche d'une rédemption.

## Sources et perspectives
Françoise Xenakis reconnaît deux influences majeures dans Le Diable en tête : d’abord celle d’Albert Cohen, dans le traitement des personnages féminins en particulier, et dans la construction polyphonique des témoignages qui cernent le héros du livre.
« Homme d’idées, BHL s’est trouvé à l’aise avec cette idée de roman. Il a échappé à ce qu’elle risquait d’avoir de systématique en sondant le réel de l’époque et en captant, en quelque sorte, des images mises en circulation par  notre “histoire immédiate” », remarque François Nourissier.
L’autre influence majeure, selon Françoise Xenakis, c’est celle de Jean-Paul Sartre.
« C’est un roman dans lequel les générations de la guerre et de la tout après-guerre sauront se reconnaître, comme d’autres se reconnurent en leur temps dans le Malraux de La Condition humaine, le Camus de La Peste ou le Sartre des Chemins de la liberté », note Jacques Henric.
La langue du Diable en tête reste classique. « Il n’y a pas d’épigones de Proust. Je crois qu’on ne répétera jamais Kafka. Je crois qu’il n’y a, à la lettre, pas de postérité de Musil ou de Céline », dit Lévy à propos de son roman. « Je crois qu’on ne pouvait recommencer d’écrire des romans […] qu’à condition de comprendre que ces grands écrivains n’ont littéralement pas d’héritages ; qu’au-delà d’eux, il n’y a rien ; et que tout le problème est, non pas d’écrire dans leur ombre, sous leur tutelle, mais de retourner à l’orée du geste qu’ils ont eux-mêmes accompli et qui les a rendus possibles. »

## Réception critique
À quelques exceptions près, comme celles de Daniel Rondeau dans Libération pour qui « Benjamin, au bout du compte, est un héros en carton-pâte », et d’Angelo Rinaldi dans L'Express, qui reconnaît toutefois que « l’armature romanesque est bonne », Le Diable en tête est plutôt bien accueilli par la critique et le public.
« C’est époustouflant de maîtrise, de technique, d’intuitions littéraires », estime Jérôme Garcin. « Roman brillant et foisonnant, un roman miroir de notre époque », pour Jean-François Josselin. « L’éducation intellectuelle et sentimentale d’une génération reconnaissable à sa volonté de changer l’homme », selon Paul Guilbert.
« Ce qu’il y a de passionnant dans ce roman, c’est cet appétit, cette frénésie à rechercher la vérité multiple d’un être, à la traquer à travers de multiples indices. C’est la formidable instruction d’un procès intenté à un homme, d’une certaine façon damné ou possédé. […] L’itinéraire de ce jeune homme pourrait être celui d’un Goldman ou d’un Baader. Mais Lévy n’a pas limité son roman à l’analyse politique et intellectuelle d’un terroriste. On peut même dire que toute la richesse de son livre vient de ce qu’il a éclairé et nourri ses engagements et ses idées, non pas en idéologue mais en romancier », écrit Jean-Marie Rouart.
Dans L'Humanité, Arnaud Spire reconnaît que Le Diable en tête « est heureusement moins lassant que les pamphlets haineux auxquels nous avait habitués Bernard-Henri Lévy. » « Un vrai roman, voire un grand roman », selon Bruno de Cessole. Edmonde Charles-Roux, Éric Neuhoff, Jacques Chessex, saluent également sa parution. Josyane Savigneau, dans Le Monde est plus réservée, en reconnaissant que « l’écriture de Bernard-Henri Lévy est toujours ténue et parfois, surtout dans la deuxième partie, d’une acuité qui tempère les réticences ».
« Bernard-Henri Lévy excelle à créer un monde truqué, des issues camouflées, des êtres déguisés », remarque Lucien Bodard. « Benjamin était la victime du Mal polymorphe qui dévore le monde. Sa vie n’était qu’une interminable expiation dont il aurait tenté d’explorer tous les chemins. Quand il s’amusait, plongeait dans la débauche, il quêtait son rachat. Quand il militait, se perdait dans la folie terroriste, il s’offrait en sacrifice.Toujours une soif immense de pureté pour effacer la tare de l’Holocauste où son père aurait été bourreau, Benjamin aura été le nouveau juif de ce siècle, mais il ne le savait pas ».
Le roman est dans les listes finales du prix Goncourt mais s'incline au troisième tour de scrutin par une seule voix contre L'Amant de Marguerite Duras, six voix, et  L'Été 36 de Bertrand Poirot-Delpech, trois voix. Il reçoit le prix Médicis.

## Éditions
- Le Diable en tête, éditions Grasset, 1984  (ISBN 2246324610).